# África do Sul nos Jogos Olímpicos de Verão de 1928
A África do Sul nos Jogos Olímpicos de Verão de 1928, em Amesterdão, nos Países Baixos competiu representada por 24 atletas, sendo 18 homens e 6 mulheres, que disputaram provas de 25 modalidades esportivas de sete esportes diferentes, conquistando um total de 3 medalhas, sendo 1 de ouro e duas de bronze. A África do Sul terminou assim, na 23ª colocação no quadro geral de medalhas da competição.

## Medalhistas

### Ouro
- Sydney Atkinson — Atletismo

### Bronze
- Harry Isaacs — Boxe
- Rhoda Rennie, Frederica van der Goes, Marie Redford e Kathleen Russell — Natação